# 眠狂四郎無頼控 魔性の肌
『眠狂四郎無頼控 魔性の肌』（ねむりきょうしろうぶらいひかえましょうのはだ）は、1967年公開の日本映画。池広一夫監督、市川雷蔵主演による時代劇、第9弾。

## あらすじ
ある日、狂四郎は闕所物奉行から、天草四郎が所有していた金のマリア像を島原の乱の残党から守って京都まで無事届けることを依頼される。仕事を引き受けた狂四郎は、闕所物奉行の娘のちさと京都へ向かう。島原の乱の残党の首領・右近らはその日のうちに狂四郎を襲撃するが、失敗に終わる。道中でも彼らは執拗にマリア像を狙うが、何とか無事に京都にと辿り着いた。しかしそこでは、偽の闕所物奉行と右近が狂四郎を待ち構えていた。

## 配役
- 市川雷蔵 : 眼狂四郎
- 鰐淵晴子 : ちさ
- 久保菜穂子 : おえん
- 長谷川待子 : 志乃
- 稲葉義男 : 巴屋
- 遠藤辰雄 : 釜屋
- 五味龍太郎 :大沼伊織
- 伊達三郎 :神戸七郎太
- 平泉征 : 権藤巳之助
- 渚まゆみ : 岩風呂の女
- 成田三樹夫 : 三枝右近
- 金子信雄 : 朝比奈修理亮

## 併映作品
- 『女賭博師』 : 弓削太郎監督作品

## 市川雷蔵主演 眠狂四郎シリーズ
- 眠狂四郎殺法帖（1963年11月2日公開) 監督：田中徳三
- 眠狂四郎勝負（1964年1月9日公開）監督：三隅研次
- 眠狂四郎円月斬り（1964年5月23日公開）監督：安田公義
- 眠狂四郎女妖剣（1964年10月17日公開）監督：池広一夫
- 眠狂四郎炎情剣（1965年1月13日公開）監督：三隅研次
- 眠狂四郎魔性剣（1965年5月1日公開）監督：安田公義
- 眠狂四郎多情剣（1966年3月12日公開）監督：井上昭
- 眠狂四郎無頼剣（1966年11月9日公開）監督：三隅研次
- 眠狂四郎無頼控 魔性の肌（1967年7月15日公開）監督：池広一夫
- 眠狂四郎女地獄（1968年1月13日公開）監督：田中徳三
- 眠狂四郎人肌蜘蛛（1968年5月1日公開）監督：安田公義
- 眠狂四郎悪女狩り（1969年1月11日公開）監督：池広一夫